# Campionati mondiali di ginnastica artistica 2018
I Campionati mondiali di ginnastica artistica 2018 sono stati la 48ª edizione della competizione. Si sono disputati dal 25 ottobre al 3 novembre all'Aspire Dome di Doha, in Qatar. Questa ha rappresentato la prima volta che i campionati si sono svolti in Medio Oriente.

## Programma[2]
Tutti gli orari sono UTC+3
| Data        | Evento                         | Orario                | Suddivisioni                                    |
| ----------- | ------------------------------ | --------------------- | ----------------------------------------------- |
| 25 ottobre  | Cerimonia di apertura          | Cerimonia di apertura | Cerimonia di apertura                           |
| 25 ottobre  | Qualificazioni                 | 9:00                  | 1ª Suddivisione GAM                             |
| 25 ottobre  | Qualificazioni                 | 11:30                 | 2ª Suddivisione GAM                             |
| 25 ottobre  | Qualificazioni                 | 14:30                 | 3ª Suddivisione GAM                             |
| 25 ottobre  | Qualificazioni                 | 17:00                 | 4ª Suddivisione GAM                             |
| 25 ottobre  | Qualificazioni                 | 19:30                 | 5ª Suddivisione GAM                             |
| 26 ottobre  | Qualificazioni                 | 9:00                  | 6ª Suddivisione GAM                             |
| 26 ottobre  | Qualificazioni                 | 11:30                 | 7ª Suddivisione GAM                             |
| 26 ottobre  | Qualificazioni                 | 14:30                 | 8ª Suddivisione GAM                             |
| 26 ottobre  | Qualificazioni                 | 17:00                 | 9ª Suddivisione GAM                             |
| 26 ottobre  | Qualificazioni                 | 19:30                 | 10ª Suddivisione GAM                            |
| 27 ottobre  | Qualificazioni                 | 9:00                  | 1ª Suddivisione GAF                             |
| 27 ottobre  | Qualificazioni                 | 11:00                 | 2ª Suddivisione GAF                             |
| 27 ottobre  | Qualificazioni                 | 13:30                 | 3ª Suddivisione GAF                             |
| 27 ottobre  | Qualificazioni                 | 15:30                 | 4ª Suddivisione GAF                             |
| 27 ottobre  | Qualificazioni                 | 18:00                 | 5ª Suddivisione GAF                             |
| 27 ottobre  | Qualificazioni                 | 20:00                 | 6ª Suddivisione GAF                             |
| 28 ottobre  | Qualificazioni                 | 9:00                  | 7ª Suddivisione GAF                             |
| 28 ottobre  | Qualificazioni                 | 11:00                 | 8ª Suddivisione GAF                             |
| 28 ottobre  | Qualificazioni                 | 13:30                 | 9ª Suddivisione GAF                             |
| 28 ottobre  | Qualificazioni                 | 15:30                 | 10ª Suddivisione GAF                            |
| 28 ottobre  | Qualificazioni                 | 18:00                 | 11ª Suddivisione GAF                            |
| 28 ottobre  | Qualificazioni                 | 20:00                 | 12ª Suddivisione GAF                            |
| 29 ottobre  | Concorso a squadre maschile    | 16:00                 | -                                               |
| 30 ottobre  | Concorso a squadre femminile   | 16:00                 | -                                               |
| 31 ottobre  | Concorso individuale maschile  | 16:00                 | -                                               |
| 1º novembre | Concorso individuale femminile | 16:00                 | -                                               |
| 2 novembre  | Finali di specialità           | 16:00                 | GAM: Corpo libero, Cavallo con maniglie, Anelli |
| 2 novembre  | Finali di specialità           | 16:00                 | GAF: Volteggio, Parallele asimmetriche          |
| 3 novembre  | Finali di specialità           | 16:00                 | GAM: Volteggio, Parallele simmetriche, Sbarra   |
| 3 novembre  | Finali di specialità           | 16:00                 | GAF: Trave, Corpo libero                        |
| 3 novembre  | Cerimonia di chiusura          |                       |                                                 |

## Podi
| Evento                 | Oro                                                                           | Punti   | Argento                                                                                       | Punti   | Bronzo                                                                         | Punti   |
| Maschile               |                                                                               |         |                                                                                               |         |                                                                                |         |
| Concorso a squadre     | Cina Deng Shudi Lin Chaopan Sun Wei Xiao Ruoteng Zou Jingyuan                 | 256,634 | Russia David Beljavskij Artur Dalalojan Nikolaj Kuksenkov Dmitrij Lankin Nikita Nagornyj      | 256,585 | Giappone Kazuma Kaya Kenzō Shirai Yūsuke Tanaka Wataru Tanigawa Kōhei Uchimura | 253,744 |
| Concorso individuale   | Artur Dalalojan                                                               | 87,598  | Xiao Ruoteng                                                                                  | 87,598  | Nikita Nagornyj                                                                | 86,331  |
| Corpo libero           | Artur Dalalojan                                                               | 14,900  | Kenzō Shirai                                                                                  | 14,866  | Carlos Yulo                                                                    | 14,600  |
| Cavallo con maniglie   | Xiao Ruoteng                                                                  | 15,166  | Max Whitlock                                                                                  | 15,166  | Lee Chih-kai                                                                   | 14,966  |
| Anelli                 | Eleutherios Petrounias                                                        | 15,366  | Arthur Zanetti                                                                                | 15,100  | Marco Lodadio                                                                  | 14,900  |
| Volteggio              | Ri Se-gwang                                                                   | 14,933  | Artur Dalalojan                                                                               | 14,883  | Kenzō Shirai                                                                   | 14,675  |
| Parallele simmetriche  | Zou Jingyuan                                                                  | 16,433  | Oleh Vernjajev                                                                                | 15,591  | Artur Dalalojan                                                                | 15,366  |
| Sbarra                 | Epke Zonderland                                                               | 15,100  | Kōhei Uchimura                                                                                | 14,800  | Sam Mikulak                                                                    | 14,533  |
| Femminile              |                                                                               |         |                                                                                               |         |                                                                                |         |
| Concorso a squadre     | Stati Uniti Simone Biles Kara Eaker Morgan Hurd Grace McCallum Riley McCusker | 171,629 | Russia Lilija Achaimova Irina Alekseeva Angelina Mel'nikova Alija Mustafina Angelina Simakova | 162,863 | Cina Chen Yile Liu Tingting Liu Jinru Luo Huan Zhang Jin                       | 162,396 |
| Concorso individuale   | Simone Biles                                                                  | 57,491  | Mai Murakami                                                                                  | 55,798  | Morgan Hurd                                                                    | 55,732  |
| Volteggio              | Simone Biles                                                                  | 15,366  | Shallon Olsen                                                                                 | 14,516  | Alexa Moreno                                                                   | 14,508  |
| Parallele asimmetriche | Nina Derwael                                                                  | 15,200  | Simone Biles                                                                                  | 14,700  | Elisabeth Seitz                                                                | 14,600  |
| Trave                  | Liu Tingting                                                                  | 14,533  | Anne-Marie Padurariu                                                                          | 14,100  | Simone Biles                                                                   | 13,600  |
| Corpo libero           | Simone Biles                                                                  | 14,933  | Morgan Hurd                                                                                   | 13,933  | Mai Murakami                                                                   | 13,866  |

## Risultati

### Maschile

#### Concorso a squadre maschile
| Posizione | Squadra                   | Corpo libero | Cavallo | Anelli | Volteggio | Parallele | Sbarra | Totale  |
| --------- | ------------------------- | ------------ | ------- | ------ | --------- | --------- | ------ | ------- |
| Oro       | Cina                      | 40.798       | 41.898  | 42.873 | 44.432    | 46.133    | 40.500 | 256.634 |
| Oro       | Deng Shudi                | 14.166       | —       | 14.466 | —         | 14.800    | —      | 256.634 |
| Oro       | Lin Chaopan               | 13.966       | —       | —      | 14.566    | 15.133    | 13.700 | 256.634 |
| Oro       | Sun Wei                   | —            | 13.066  | 14.341 | 14.900    | —         | 14.200 | 256.634 |
| Oro       | Xiao Ruoteng              | 12.666       | 14.166  | 14.066 | 14.966    | —         | 12.600 | 256.634 |
| Oro       | Zou Jingyuan              | —            | 14.666  | —      | —         | 16.200    | —      | 256.634 |
| Argento   | Russia                    | 43.199       | 40.465  | 43.691 | 44.565    | 43.266    | 41.399 | 256.585 |
| Argento   | David Beljavskij          | —            | 14.066  | —      | —         | 14.700    | 13.700 | 256.585 |
| Argento   | Artur Dalalojan           | 14.666       | —       | 14.533 | 15.066    | 13.800    | 13.966 | 256.585 |
| Argento   | Nikolaj Kuksenkov         | —            | 13.266  | —      | —         | —         | —      | 256.585 |
| Argento   | Dmitrij Lankin            | 13.933       | —       | 14.600 | 14.466    | —         | —      | 256.585 |
| Argento   | Nikita Nagornyj           | 14.600       | 13.133  | 14.558 | 15.033    | 14.766    | 13.733 | 256.585 |
| Bronzo    | Giappone                  | 42.099       | 41.733  | 42.549 | 44.132    | 40.632    | 42.599 | 253.744 |
| Bronzo    | Kazuma Kaya               | 14.300       | 14.000  | 14.166 | 14.366    | —         | —      | 253.744 |
| Bronzo    | Kenzō Shirai              | 14.933       | —       | —      | 14.966    | —         | 13.966 | 253.744 |
| Bronzo    | Yūsuke Tanaka             | —            | —       | —      | —         | 11.566    | 14.233 | 253.744 |
| Bronzo    | Wataru Tanigawa           | 12.866       | 13.600  | 14.183 | 14.800    | 14.566    | —      | 253.744 |
| Bronzo    | Kōhei Uchimura            | —            | 14.133  | 14.200 | —         | 14.500    | 14.400 | 253.744 |
| 4         | Stati Uniti               | 42.966       | 40.632  | 41.465 | 43.732    | 41.699    | 41.500 | 251.994 |
| 4         | Sam Mikulak               | 14.333       | 13.033  | 14.266 | 14.366    | 14.833    | 14.500 | 251.994 |
| 4         | Akash Modi                | —            | —       | 13.833 | —         | 12.866    | 13.600 | 251.994 |
| 4         | Yul Moldauer              | 14.600       | 13.566  | 13.366 | 14.633    | 14.000    | —      | 251.994 |
| 4         | Colin van Wicklen         | 14.033       | —       | —      | 14.733    | —         | 13.400 | 251.994 |
| 4         | Alec Yoder                | —            | 14.033  | —      | —         | —         | —      | 251.994 |
| 5         | Regno Unito               | 42.599       | 40.499  | 41.766 | 43.900    | 40.799    | 39.065 | 248.628 |
| 5         | Brinn Bevan               | 14.033       | —       | 13.800 | 14.800    | 12.866    | 11.966 | 248.628 |
| 5         | Dominick Cunningham       | 14.166       | —       | —      | 14.700    | —         | —      | 248.628 |
| 5         | Joe Fraser                | —            | 13.300  | 13.866 | —         | 13.700    | 13.466 | 248.628 |
| 5         | James Hall                | —            | 11.966  | 14.100 | 14.400    | 14.233    | 13.633 | 248.628 |
| 5         | Max Whitlock              | 14.400       | 15.233  | —      | —         | —         | —      | 248.628 |
| 6         | Svizzera                  | 41.299       | 37.132  | 41.065 | 41.399    | 42.266    | 41.133 | 244.294 |
| 6         | Christian Baumann         | —            | 12.300  | 13.633 | —         | 14.333    | 13.500 | 244.294 |
| 6         | Pablo Brägger             | 14.066       | —       | —      | 12.433    | 14.000    | 13.433 | 244.294 |
| 6         | Benjamin Gischard         | 13.933       | 13.066  | 13.366 | 14.433    | —         | —      | 244.294 |
| 6         | Oliver Hegi               | —            | 11.766  | —      | —         | 13.933    | 14.200 | 244.294 |
| 6         | Eddy Yusof                | 13.300       | —       | 14.066 | 14.533    | —         | —      | 244.294 |
| 7         | Brasile                   | 41.932       | 35.899  | 42.899 | 42.057    | 39.674    | 41.533 | 243.994 |
| 7         | Francisco Barretto Júnior | —            | 13.666  | —      | —         | 13.408    | 13.800 | 243.994 |
| 7         | Lucas Bitencourt          | —            | 12.633  | 13.666 | —         | 13.333    | —      | 243.994 |
| 7         | Arthur Mariano            | 14.166       | 9.600   | —      | 14.233    | —         | 14.200 | 243.994 |
| 7         | Caio Souza                | 13.900       | —       | 14.200 | 14.191    | 12.933    | 13.533 | 243.994 |
| 7         | Arthur Zanetti            | 13.866       | —       | 15.033 | 13.633    | —         | —      | 243.994 |
| 8         | Paesi Bassi               | 38.432       | 38.066  | 38.898 | 42.466    | 41.299    | 41.499 | 240.660 |
| 8         | Bart Deurloo              | 13.700       | 12.400  | 13.666 | 14.166    | —         | 14.000 | 240.660 |
| 8         | Bram Louwije              | —            | 13.033  | —      | 13.800    | —         | —      | 240.660 |
| 8         | Frank Rijken              | 10.666       | —       | 12.966 | —         | 13.733    | 13.166 | 240.660 |
| 8         | Casimir Schmidt           | 14.066       | 12.633  | 12.266 | 14.500    | 13.633    | —      | 240.660 |
| 8         | Epke Zonderland           | —            | —       | —      | —         | 13.933    | 14.333 | 240.660 |

#### Concorso individuale maschile
| Pos.    | Ginnasta        | Nazione       | Attrezzo     | Attrezzo | Attrezzo | Attrezzo  | Attrezzo  | Attrezzo | Totale |
| Pos.    | Ginnasta        | Nazione       | Corpo libero | Cavallo  | Anelli   | Volteggio | Parallele | Sbarra   | Totale |
| ------- | --------------- | ------------- | ------------ | -------- | -------- | --------- | --------- | -------- | ------ |
| Oro     | Artur Dalalojan | Russia        | 14.800       | 13.400   | 14.533   | 15.133    | 15.566    | 14.166   | 87.598 |
| Argento | Xiao Ruoteng    | Cina          | 14.133       | 14.700   | 14.333   | 14.866    | 15.333    | 14.233   | 87.598 |
| Bronzo  | Nikita Nagornyj | Russia        | 14.733       | 13.566   | 14.500   | 14.766    | 14.866    | 13.900   | 86.331 |
| 4       | Sun Wei         | Cina          | 13.633       | 14.766   | 13.900   | 14.533    | 14.800    | 14.266   | 85.898 |
| 5       | Sam Mikulak     | Stati Uniti   | 14.400       | 14.300   | 14.166   | 14.600    | 15.441    | 12.366   | 85.273 |
| 6       | Kazuma Kaya     | Giappone      | 13.800       | 14.100   | 14.000   | 14.366    | 14.766    | 13.733   | 84.765 |
| 7       | Kenzō Shirai    | Giappone      | 14.900       | 12.533   | 13.666   | 15.166    | 14.266    | 14.000   | 84.531 |
| 8       | James Hall      | Regno Unito   | 14.100       | 13.666   | 14.066   | 14.366    | 14.500    | 13.600   | 84.298 |
| 9       | Artur Davtjan   | Armenia       | 13.700       | 13.800   | 14.341   | 14.733    | 13.766    | 12.800   | 83.140 |
| 10      | Marios Georgiou | Cipro         | 13.533       | 13.300   | 13.600   | 13.766    | 14.400    | 13.433   | 82.032 |
| 11      | Néstor Abad     | Spagna        | 13.800       | 13.166   | 13.433   | 13.833    | 14.000    | 13.733   | 81.965 |
| 12      | Yul Moldauer    | Stati Uniti   | 14.333       | 12.200   | 13.466   | 14.400    | 14.500    | 13.033   | 81.932 |
| 13      | Caio Souza      | Brasile       | 13.566       | 11.700   | 13.933   | 14.616    | 14.383    | 13.600   | 81.798 |
| 14      | Oleh Vernjajev  | Ucraina       | 12.966       | 12.400   | 14.066   | 14.966    | 15.666    | 11.500   | 81.564 |
| 15      | Ahmet Önder     | Turchia       | 13.966       | 11.666   | 13.866   | 14.233    | 14.666    | 13.166   | 81.563 |
| 16      | Oliver Hegi     | Svizzera      | 13.366       | 11.916   | 12.400   | 14.000    | 14.666    | 14.133   | 80.481 |
| 17      | Park Min-soo    | Corea del Sud | 12.166       | 13.633   | 13.766   | 13.816    | 13.200    | 13.533   | 80.114 |
| 18      | Brinn Bevan     | Regno Unito   | 14.366       | 11.633   | 13.666   | 13.533    | 14.600    | 11.766   | 79.564 |
| 19      | Ferhat Arıcan   | Turchia       | 13.166       | 11.525   | 13.000   | 13.966    | 14.600    | 12.900   | 79.157 |
| 20      | Marcel Nguyen   | Germania      | 14.000       | 11.533   | 14.066   | 12.833    | 14.100    | 12.600   | 79.132 |
| 21      | Pablo Brägger   | Svizzera      | 14.133       | 11.933   | 13.200   | 14.200    | 12.000    | 13.566   | 79.032 |
| 22      | Andrei Muntean  | Romania       | 12.333       | 9.833    | 14.125   | 14.433    | 14.650    | 13.000   | 78.374 |
| 23      | Carlos Yulo     | Filippine     | 14.666       | 12.600   | 12.000   | 13.100    | 14.166    | 10.933   | 77.464 |
| 24      | Lukas Dauser    | Germania      | 13.566       | 12.033   | 12.166   | 13.666    | 12.433    | 12.866   | 76.730 |

#### Corpo libero maschile
| Pos.    | Ginnasta        | D Score | E Score | Pen. | Totale |
| ------- | --------------- | ------- | ------- | ---- | ------ |
| Oro     | Artur Dalalojan | 6.200   | 8.700   | —    | 14.900 |
| Argento | Kenzō Shirai    | 6.800   | 8.066   | —    | 14.866 |
| Bronzo  | Carlos Yulo     | 6.200   | 8.400   | —    | 14.600 |
| 4       | Yul Moldauer    | 5.800   | 8.766   | —    | 14.566 |
| 5       | Artem Dolgopyat | 6.400   | 8.166   | —    | 14.566 |
| 6       | Nikita Nagornyj | 6.400   | 8.100   | —    | 14.500 |
| 7       | Sam Mikulak     | 5.700   | 8.533   | —    | 14.233 |
| 8       | Kazuma Kaya     | 5.800   | 8.300   | —    | 14.100 |
| 9       | Ahmet Önder     | 6.000   | 7.833   | —    | 13.833 |

#### Cavallo con maniglie
| Pos.    | Ginnasta         | D Score | E Score | Pen. | Totale |
| ------- | ---------------- | ------- | ------- | ---- | ------ |
| Oro     | Xiao Ruoteng     | 6.600   | 8.566   | —    | 15.166 |
| Argento | Max Whitlock     | 6.800   | 8.366   | —    | 15.166 |
| Bronzo  | Lee Chih-kai     | 6.300   | 8.666   | —    | 14.966 |
| 4       | Sam Mikulak      | 5.800   | 8.533   | —    | 14.333 |
| 5       | Nariman Kurbanov | 6.200   | 7.200   | —    | 13.400 |
| 6       | Nikita Nagornyj  | 5.900   | 6.633   | —    | 12.533 |
| 7       | David Beljavskij | 4.800   | 7.033   | —    | 11.833 |
| 8       | Cyril Tommasone  | 5.800   | 5.700   | —    | 11.500 |

#### Anelli
| Pos.    | Ginnasta               | D Score | E Score | Pen. | Totale |
| ------- | ---------------------- | ------- | ------- | ---- | ------ |
| Oro     | Eleutherios Petrounias | 6.300   | 9.066   | —    | 15.366 |
| Argento | Arthur Zanetti         | 6.200   | 8.900   | —    | 15.100 |
| Bronzo  | Marco Lodadio          | 6.300   | 8.600   | —    | 14.900 |
| 4       | Artur Tovmasyan        | 6.100   | 8.666   | —    | 14.766 |
| 5       | Nikita Nagornyj        | 6.000   | 8.733   | —    | 14.733 |
| 6       | Vahagn Davtyan         | 6.100   | 8.633   | —    | 14.733 |
| 7       | Nikita Simonov         | 6.000   | 8.266   | —    | 14.266 |
| 8       | Ihor Radivilov         | 6.300   | 7.833   | —    | 14.133 |

#### Volteggio maschile
| Pos.    | Ginnasta            | D. Score | E. Score | Penalità | 1° Parziale | D. Score | E. Score | Penalità | 2° Parziale | Totale |
| ------- | ------------------- | -------- | -------- | -------- | ----------- | -------- | -------- | -------- | ----------- | ------ |
| Oro     | Ri Se-gwang         | 6.000    | 8.933    | —        | 14.933      | 6.000    | 8.933    | —        | 14.933      | 14.933 |
| Argento | Artur Dalalojan     | 5.600    | 9.266    | —        | 14.866      | 5.600    | 9.300    | —        | 14.900      | 14.883 |
| Bronzo  | Kenzō Shirai        | 5.600    | 9.150    | —        | 14.750      | 5.200    | 9.400    | —        | 14.600      | 14.675 |
| 4       | Dominick Cunningham | 5.400    | 9.133    | —        | 14.533      | 5.600    | 9.200    | —        | 14.800      | 14.666 |
| 5       | Nikita Nagornyj     | 5.600    | 9.200    | —        | 14.800      | 5.600    | 8.900    | —        | 14.500      | 14.650 |
| 6       | Shek Wai Hung       | 5.600    | 9.133    | —        | 14.733      | 5.600    | 8.700    | -0.300   | 14.000      | 14.366 |
| 7       | Artur Davtjan       | 5.600    | 8.833    | —        | 14.433      | 5.600    | 8.133    | -0.300   | 13.433      | 13.933 |
| 8       | Caio Souza          | 5.600    | 9.033    | —        | 14.633      | 5.600    | 7.833    | -0.300   | 13.133      | 13.883 |
| Pos.    | Ginnasta            | 1° Salto | 1° Salto | 1° Salto | 1° Salto    | 2° Salto | 2° Salto | 2° Salto | 2° Salto    | Totale |

#### Parallele simmetriche
| Pos.    | Ginnasta         | D Score | E Score | Pen. | Totale |
| ------- | ---------------- | ------- | ------- | ---- | ------ |
| Oro     | Zou Jingyuan     | 7.000   | 9.433   | —    | 16.433 |
| Argento | Oleh Vernjajev   | 6.700   | 8.891   | —    | 15.591 |
| Bronzo  | Artur Dalalojan  | 6.400   | 8.966   | —    | 15.366 |
| 4       | Sam Mikulak      | 6.400   | 8.833   | —    | 15.233 |
| 5       | Lin Chaopan      | 6.400   | 8.800   | —    | 15.200 |
| 6       | Jossimar Calvo   | 6.500   | 8.533   | —    | 15.033 |
| 7       | David Beljavskij | 6.400   | 8.233   | —    | 14.633 |
| 8       | Lukas Dauser     | 6.000   | 7.700   | —    | 13.700 |

#### Sbarra
| Pos.    | Ginnasta        | D Score | E Score | Pen. | Totale |
| ------- | --------------- | ------- | ------- | ---- | ------ |
| Oro     | Epke Zonderland | 6.800   | 8.300   | —    | 15.100 |
| Argento | Kōhei Uchimura  | 6.400   | 8.400   | —    | 14.800 |
| Bronzo  | Sam Mikulak     | 6.100   | 8.433   | —    | 14.533 |
| 4       | Tin Srbić       | 6.400   | 8.100   | —    | 14.500 |
| 5       | Tang Chia-hung  | 6.100   | 8.166   | —    | 14.266 |
| 6       | Deng Shudi      | 6.400   | 7.666   | —    | 14.066 |
| 7       | Xiao Ruoteng    | 6.100   | 7.800   | —    | 13.900 |
| 8       | Artur Dalalojan | 5.200   | 7.466   | —    | 12.666 |

### Femminile

#### Concorso a squadre femminile
| Posizione | Squadra                     | Volteggio | Parallele | Trave  | Corpo Libero | Totale  |
| --------- | --------------------------- | --------- | --------- | ------ | ------------ | ------- |
| Oro       | Stati Uniti                 | 44.666    | 43.799    | 41.799 | 41.365       | 171.629 |
| Oro       | Simone Biles                | 15.500    | 14.866    | 13.733 | 14.766       | 171.629 |
| Oro       | Kara Eaker                  | —         | —         | 14.333 | —            | 171.629 |
| Oro       | Morgan Hurd                 | 14.633    | 14.433    | —      | 12.966       | 171.629 |
| Oro       | Grace McCallum              | 14.533    | —         | —      | 13.633       | 171.629 |
| Oro       | Riley McCusker              | —         | 14.500    | 13.733 | —            | 171.629 |
| Argento   | Russia                      | 41.133    | 42.666    | 39.932 | 39.132       | 162.863 |
| Argento   | Lilija Achaimova            | 13.233    | —         | —      | 13.100       | 162.863 |
| Argento   | Irina Alekseeva             | 13.600    | 14.000    | 13.500 | —            | 162.863 |
| Argento   | Angelina Mel'nikova         | 14.300    | 14.166    | —      | 12.966       | 162.863 |
| Argento   | Alija Mustafina             | —         | 14.500    | 13.266 | 13.066       | 162.863 |
| Argento   | Angelina Simakova           | —         | —         | 13.166 | —            | 162.863 |
| Bronzo    | Cina                        | 42.332    | 41.966    | 38.999 | 39.099       | 162.396 |
| Bronzo    | Chen Yile                   | —         | 14.100    | 12.833 | 12.900       | 162.396 |
| Bronzo    | Liu Tingting                | —         | 13.400    | 13.766 | —            | 162.396 |
| Bronzo    | Liu Jinru                   | 14.366    | —         | —      | —            | 162.396 |
| Bronzo    | Luo Huan                    | 13.533    | 14.466    | —      | 12.866       | 162.396 |
| Bronzo    | Zhang Jin                   | 14.433    | —         | 12.400 | 13.333       | 162.396 |
| 4         | Canada                      | 43.782    | 39.498    | 38.899 | 39.465       | 161.644 |
| 4         | Elsabeth Black              | 14.566    | 13.566    | 13.633 | 13.266       | 161.644 |
| 4         | Brooklyn Moors              | —         | 13.066    | —      | 13.233       | 161.644 |
| 4         | Shallon Olsen               | 14.800    | —         | 12.333 | 12.966       | 161.644 |
| 4         | Sophie Marois               | 14.416    | —         | —      | —            | 161.644 |
| 4         | Ana Padurariu               | —         | 12.866    | 12.933 | —            | 161.644 |
| 5         | Francia                     | 41.866    | 41.465    | 39.898 | 38.065       | 161.294 |
| 5         | Juliette Bossu              | —         | 14.033    | —      | —            | 161.294 |
| 5         | Marine Boyer                | 13.700    | —         | 13.966 | 13.166       | 161.294 |
| 5         | Lorette Charpy              | —         | 13.366    | 13.366 | —            | 161.294 |
| 5         | Mélanie de Jesus dos Santos | 14.633    | 14.066    | 12.566 | 13.433       | 161.294 |
| 5         | Louise Vanhille             | 13.533    | —         | —      | 11.466       | 161.294 |
| 6         | Giappone                    | 41.333    | 38.832    | 39.165 | 39.932       | 160.262 |
| 6         | Hitomi Hatakeda             | 14.033    | 13.866    | 12.366 | 12.833       | 160.262 |
| 6         | Nagi Kajita                 | —         | —         | —      | —            | 160.262 |
| 6         | Mai Murakami                | 14.600    | 13.133    | 13.766 | 13.766       | 160.262 |
| 6         | Aiko Sugihara               | —         | —         | —      | —            | 160.262 |
| 6         | Asuka Teramoto              | 12.700    | 12.833    | 13.033 | 13.333       | 160.262 |
| 7         | Brasile                     | 43.666    | 37.665    | 38.366 | 40.133       | 159.830 |
| 7         | Rebeca Andrade              | 14.633    | 12.966    | 13.300 | —            | 159.830 |
| 7         | Jade Barbosa                | 14.600    | 12.233    | 11.466 | 13.100       | 159.830 |
| 7         | Thais Fidelis               | —         | —         | —      | 13.233       | 159.830 |
| 7         | Lorrane Oliveira            | —         | —         | —      | —            | 159.830 |
| 7         | Flávia Saraiva              | 14.433    | 12.466    | 13.600 | 13.800       | 159.830 |
| 8         | Germania                    | 40.765    | 42.232    | 38.032 | 38.399       | 159.428 |
| 8         | Kim Bui                     | 13.466    | 14.133    | —      | 12.866       | 159.428 |
| 8         | Leah Griesser               | —         | —         | 12.066 | 12.700       | 159.428 |
| 8         | Sophie Scheder              | —         | 13.766    | 12.366 | —            | 159.428 |
| 8         | Elisabeth Seitz             | 13.733    | 14.333    | —      | 12.833       | 159.428 |
| 8         | Sarah Voss                  | 13.566    | —         | 13.600 | —            | 159.428 |

#### Concorso individuale femminile
| Pos.    | Ginnasta                    | Nazione     | Attrezzo  | Attrezzo  | Attrezzo | Attrezzo     | Totale |
| Pos.    | Ginnasta                    | Nazione     | Volteggio | Parallele | Trave    | Corpo libero | Totale |
| ------- | --------------------------- | ----------- | --------- | --------- | -------- | ------------ | ------ |
| Oro     | Simone Biles                | Stati Uniti | 14.533    | 14.725    | 13.233   | 15.000       | 57.491 |
| Argento | Mai Murakami                | Giappone    | 14.566    | 13.566    | 13.666   | 14.000       | 55.798 |
| Bronzo  | Morgan Hurd                 | Stati Uniti | 14.600    | 14.333    | 12.933   | 13.866       | 55.732 |
| 4       | Nina Derwael                | Belgio      | 13.566    | 15.100    | 13.733   | 13.300       | 55.699 |
| 5       | Angelina Mel'nikova         | Russia      | 14.166    | 14.433    | 13.466   | 13.633       | 55.698 |
| 6       | Mélanie de Jesus dos Santos | Francia     | 14.566    | 13.500    | 13.733   | 13.800       | 55.599 |
| 7       | Chen Yile                   | Cina        | 13.433    | 14.000    | 14.166   | 13.033       | 54.632 |
| 8       | Flávia Saraiva              | Brasile     | 14.533    | 13.000    | 13.000   | 13.833       | 54.366 |
| 9       | Luo Huan                    | Cina        | 13.466    | 14.400    | 13.466   | 13.000       | 54.332 |
| 10      | Asuka Teramoto              | Giappone    | 14.633    | 13.733    | 12.900   | 13.033       | 54.299 |
| 11      | Elissa Downie               | Regno Unito | 14.400    | 13.900    | 12.700   | 13.233       | 54.233 |
| 12      | Elsabeth Black              | Canada      | 14.400    | 12.900    | 13.600   | 13.233       | 54.133 |
| 13      | Irina Alekseeva             | Russia      | 13.633    | 13.866    | 13.366   | 12.933       | 53.798 |
| 14      | Naomi Visser                | Paesi Bassi | 13.466    | 13.800    | 13.033   | 13.033       | 53.332 |
| 15      | Jade Barbosa                | Brasile     | 14.500    | 13.333    | 12.933   | 12.100       | 52.866 |
| 16      | Lorette Charpy              | Francia     | 13.333    | 12.900    | 13.000   | 12.833       | 52.066 |
| 17      | Denisa Golgotă              | Romania     | 14.300    | 12.666    | 11.566   | 13.333       | 51.865 |
| 18      | Axelle Klinckaert           | Belgio      | 13.700    | 13.066    | 12.266   | 12.800       | 51.832 |
| 19      | Kelly Simm                  | Regno Unito | 13.900    | 13.900    | 11.533   | 12.466       | 51.799 |
| 20      | Zsófia Kovács               | Ungheria    | 13.600    | 13.133    | 12.966   | 12.066       | 51.765 |
| 21      | Elisabeth Seitz             | Germania    | 13.700    | 14.600    | 10.400   | 12.866       | 51.566 |
| 22      | Lara Mori                   | Italia      | 13.400    | 12.766    | 12.233   | 13.133       | 51.532 |
| 23      | Ana Pérez                   | Spagna      | 13.566    | 12.900    | 12.366   | 12.500       | 51.332 |
| 24      | Brooklyn Moors              | Canada      | 13.300    | 12.566    | 11.100   | 13.366       | 50.332 |

#### Volteggio femminile
| Pos.    | Ginnasta          | D. Score | E. Score | Penalità | 1° Parziale | D. Score | E. Score | Penalità | 2° Parziale | Totale |
| ------- | ----------------- | -------- | -------- | -------- | ----------- | -------- | -------- | -------- | ----------- | ------ |
| Oro     | Simone Biles      | 6.000    | 9.266    | —        | 15.266      | 5.800    | 9.666    | —        | 15.466      | 15.366 |
| Argento | Shallon Olsen     | 6.000    | 8.600    | —        | 14.600      | 5.400    | 9.033    | —        | 14.433      | 14.516 |
| Bronzo  | Alexa Moreno      | 5.800    | 8.800    | —        | 14.600      | 5.600    | 8.916    | -0.100   | 14.416      | 14.508 |
| 4       | Oksana Čusovitina | 5.800    | 8.600    | —        | 14.400      | 5.200    | 9.000    | —        | 14.200      | 14.300 |
| 5       | Yeo Seo-jeong     | 5.800    | 8.833    | -0.100   | 14.533      | 5.400    | 8.533    | —        | 13.933      | 14.233 |
| 6       | Liu Jinru         | 5.600    | 8.600    | -0.100   | 14.100      | 5.800    | 8.400    | —        | 14.200      | 14.150 |
| 7       | Elsabeth Black    | 5.400    | 8.600    | —        | 14.000      | 5.200    | 9.033    | —        | 14.233      | 14.116 |
| 8       | Pyon Rye-yong     | 5.800    | 7.566    | -0.300   | 13.066      | 5.800    | 8.366    | —        | 14.166      | 13.616 |
| Pos.    | Ginnasta          | 1° Salto | 1° Salto | 1° Salto | 1° Salto    | 2° Salto | 2° Salto | 2° Salto | 2° Salto    | Totale |

#### Parallele asimmetriche
| Pos.    | Ginnasta        | D Score | E Score | Pen. | Totale |
| ------- | --------------- | ------- | ------- | ---- | ------ |
| Oro     | Nina Derwael    | 6.500   | 8.700   | —    | 15.200 |
| Argento | Simone Biles    | 6.200   | 8.500   | —    | 14.700 |
| Bronzo  | Elisabeth Seitz | 6.200   | 8.400   | —    | 14.600 |
| 4       | Luo Huan        | 6.000   | 8.500   | —    | 14.500 |
| 5       | Alija Mustafina | 5.800   | 8.633   | —    | 14.433 |
| 6       | Morgan Hurd     | 6.100   | 8.333   | —    | 14.433 |
| 7       | Rebecca Downie  | 6.100   | 7.233   | —    | 13.333 |
| 8       | Jonna Adlerteg  | 6.200   | 6.966   | —    | 13.166 |

#### Trave
| Pos.    | Ginnasta             | D Score | E Score | Pen.   | Totale |
| ------- | -------------------- | ------- | ------- | ------ | ------ |
| Oro     | Liu Tingting         | 6.300   | 8.233   | —      | 14.533 |
| Argento | Anne-Marie Padurariu | 6.000   | 8.100   | —      | 14.100 |
| Bronzo  | Simone Biles         | 6.200   | 7.400   | —      | 13.600 |
| 4       | Nina Derwael         | 5.400   | 8.066   | —      | 13.466 |
| 5       | Elsabeth Black       | 4.800   | 8.233   | —      | 13.033 |
| 6       | Kara Eaker           | 6.200   | 6.733   | -0.100 | 12.833 |
| 7       | Sanne Wevers         | 5.300   | 7.366   | —      | 12.666 |
| 8       | Zhang Jin            | 5.300   | 6.200   | —      | 11.500 |

#### Corpo libero femminile
| Pos.    | Ginnasta                    | D Score | E Score | Pen.   | Totale |
| ------- | --------------------------- | ------- | ------- | ------ | ------ |
| Oro     | Simone Biles                | 6.700   | 8.533   | -0.300 | 14.933 |
| Argento | Morgan Hurd                 | 5.500   | 8.433   | —      | 13.933 |
| Bronzo  | Mai Murakami                | 5.700   | 8.166   | —      | 13.866 |
| 4       | Angelina Mel'nikova         | 5.700   | 8.133   | —      | 13.833 |
| 5       | Flávia Saraiva              | 5.500   | 8.366   | -0.100 | 13.766 |
| 6       | Mélanie de Jesus dos Santos | 5.500   | 8.233   | -0.300 | 13.433 |
| 7       | Lilija Achaimova            | 5.800   | 7.566   | —      | 13.366 |
| 8       | Brooklyn Moors              | 5.400   | 7.666   | —      | 13.066 |

## Medagliere
| Posiz. | Nazione        | Oro | Argento | Bronzo | Totale |
| ------ | -------------- | --- | ------- | ------ | ------ |
| 1      | Stati Uniti    | 4   | 2       | 3      | 9      |
| 2      | Cina           | 4   | 1       | 1      | 6      |
| 3      | Russia         | 2   | 3       | 2      | 7      |
| 4      | Belgio         | 1   | 0       | 0      | 1      |
| 4      | Corea del Nord | 1   | 0       | 0      | 1      |
| 4      | Grecia         | 1   | 0       | 0      | 1      |
| 4      | Paesi Bassi    | 1   | 0       | 0      | 1      |
| 8      | Giappone       | 0   | 3       | 3      | 6      |
| 9      | Canada         | 0   | 2       | 0      | 2      |
| 10     | Brasile        | 0   | 1       | 0      | 1      |
| 10     | Regno Unito    | 0   | 1       | 0      | 1      |
| 10     | Ucraina        | 0   | 1       | 0      | 1      |
| 13     | Filippine      | 0   | 0       | 1      | 1      |
| 13     | Germania       | 0   | 0       | 1      | 1      |
| 13     | Italia         | 0   | 0       | 1      | 1      |
| 13     | Messico        | 0   | 0       | 1      | 1      |
| 13     | Taipei cinese  | 0   | 0       | 1      | 1      |
| Totale | Totale         | 14  | 14      | 14     | 42     |